# Luigi Nava
Luigi Nava (Torino, 13. lipnja 1851. – Alessandria, 9. srpnja 1928.) je bio talijanski general i vojni zapovjednik. Tijekom Prvog svjetskog rata zapovijedao je 4. armijom na Talijanskom bojištu.

## Vojna karijera
Luigi Nava je rođen 13. lipnja 1851. u Torinu. Sin je Giacoma Antonija Nave i Elisabette Nava rođ. Salino. Od rujna 1867. pohađa Vojnu školu za topništvo i inženjeriju u Torinu koju završava 1870. godine. U srpnju 1872. promaknut je u čin poručnika, te služi u 3. pukovniji poljskoga topništva. Od 1874. pohađa Ratnu vojnu akademiju u Torinu, da bi 1878. godine bio unaprijeđen u čin satnika. Potom služi u 1. diviziji u Alessandriji, te stožeru III. korpusa. Čin bojnika dostiže 1885., nakon čega zapovijeda bojnom u 4. pijemontskoj pukovniji. Dvije godine poslije upućen je u Afriku gdje 1887. zapovijeda bojnom bersagliera u 1. lovačkoj pukovniji. U Italiju se vraća svibnju 1888. gdje je raspoređen na službu najprije u XII., a potom IX. korpus. Obnaša i dužnost tajnika u povjerenstvu za dodjelu odlikovanja. U studenom 1889. promaknut je u čin potpukovnika, te imenovan načelnikom stožera divizije Milano. Godine 1890. ponovno je upućen u Afriku gdje se nalazi na službi do travnja 1892. godine. U studenom 1893. unaprijeđen je u čin pukovnika, nakon čega postaje zapovjednikom 40. pješačke pukovnije Bologna tada smještene u Milanu.
U siječnju 1896. upućen je u Afriku gdje sudjeluje u  Prvom talijansko-etiopskom ratu. U navedenom ratu u Bitci kod Adue je ranjen kopljem, te zarobljen od strane etiopskih snaga. Nakon oslobađanja iz zarobljeništva i povratka u Italiju je odlikovan, te imenovan pobočnikom kralja Umberta I. Nakon toga jedno vrijeme služi u Glavnom stožeru, da bi potom tri godine obnašao dužnost vojnog atašea u talijanskom veleposlanstvu u Beču. U travnju 1900. promaknut je u čin general bojnika, nakon čega preuzima zapovjedništvo nad Brigadom Acqui. Navedenom brigadom zapovijeda do rujna 1906. kada postaje zapovjednikom Vojne škole u Modeni. U travnju 1907. unaprijeđen je u čin general poručnika. Od 1900. zapovijeda 15 divizijom smještenom u Firenzi, a od rujna 1910. XI. korpusom sa sjedištem u Bariju. Jedanaestim korpusom zapovijeda od prosinca 1911. kada preuzima zapovjedništvo nad VI. korpusom smještenim u Bologni kojim zapovijeda do listopada 1914. godine.

## Prvi svjetski rat
Nakon ulaska Italije u rat na strani Antante Nava je imenovan zapovjednikom 4. armije. Navedena armija prema talijanskom ratom planu trebala je zauzeti Val Pustriu, te prekinuti u tom dijelu najvažniju austrougarsku željezničku liniju. U tome zbog pretjeranog opreza nije uspio, zbog čega je u rujnu 1915. smijenjen s mjesta zapovjednika. Na mjestu zapovjednika 4. armije zamijenio ga je Mario Nicolis di Robilant. Nakon smjene 1916. godine imenovan je predsjednikom središnje zdravstvene komisije koju dužnost obnaša do veljače 1917. U travnju 1918. tražio je od novog načelnika Glavnog stožera Armanda Diaza da mu se dodijeli zapovjedništvo jedinice na bojištu, ali mu to nije odobreno.

## Poslije rata
Nakon završetka rata Nava se posvetio pisanju, te je napisao dva sveska memoara u kojima je branio svoja postupanja u ratu. U lipnju 1921. je umirovljen, te raspoređen u pričuvu. U studenom 1914. dodijeljen mu je čin generala armije. Preminuo je 9. srpnja 1928. godine u 78. godini života u Alessandriji.

## Vanjske poveznice
(tal.) Luigi Nava na stranici Treccani.it

(tal.) Luigi Nava na stranici Notiziedalfronte.it

(rus.) Luigi Nava na stranici Hrono.ru